# رولر كوستر تايكون وورلد
رولر كوستر تايكون وورلد (بالإنجليزية: RollerCoaster Tycoon World)‏ هي لعبة محاكاة بناء وإدارة من تطوير شركة نفيزيو كرياشينز ونشر شركة أتاري وهي الجزء الرابع سلسلة ألعاب رولر كوستر. صدرت اللعبة في 16 نوفمبر 2016 على أجهزة مايكروسوفت ويندوز.